# Casa da Praça Rodrigues Lima, n. 178
A Casa da Praça Rodrigues Lima, n. 178 é uma edificação localizada em Caetité, município do estado brasileiro da Bahia. Foi tombada pelo Instituto do Patrimônio Artístico e Cultural da Bahia (IPAC) em 2008, através do processo de número 0607080014270/08-04.
Por suas características tipológicas parece datar do final do século XIX ou início do XX. Segundo a tradição, o mais antigo proprietário teria sido o Senhor Agrário. Por seu falecimento, por volta de 1940, seus herdeiros vendem o imóvel a José Justino dos Santos. Em 1948, este falece deixando o imóvel para sua mulher D. Izabel Ladeia dos Santos e seus sete filhos. No ano de 1974, Valter Soares de Andrade, casado com Terezinha Ladeia Soares, adquire em mãos de Benício Jardim dos Santos a parte do imóvel que havia sido segregada.
A edificação encontra-se bastante descaracterizada, sofreu intervenção nas fachadas e em seu interior, a introdução de revestimento cerâmico, modificações espaciais e fragmentação do imóvel em dois, sem ligação entre eles.